# Altrove assoluto
Nell'ambito della relatività ristretta, con l'espressione desueta altrove assoluto di un punto-evento, si indica l'insieme dei punti dello spaziotempo collegati al punto dato da quadrivettori di genere spazio, ossia al di fuori del cono di luce del punto. Pertanto è l'insieme dei punti dello spazio tempo che non sono collegati al punto considerato tramite segnali meno veloci della luce o alla velocità della luce. A volte si utilizza anche l'espressione presente relativo, poiché esiste sempre un osservatore che vede due punti separati da un segmento di genere spazio (e quindi uno nell'altrove assoluto dell'altro) come simultanei (vedi oltre).

## Descrizione
Un evento è un punto dello spazio-tempo, individuato da un quadrivettore le cui componenti in un certo sistema di riferimento ne individuano la posizione spaziale e temporale secondo l'osservatore che si trova nell'origine di quel sistema di riferimento. Se la norma quadra di un quadrivettore {\displaystyle V^{\mu }=(ct,x,y,z)} è definita come:
{\displaystyle \left|\mathbf {V} \right|^{2}=V^{\mu }V_{\mu }=\eta _{\mu \nu }V^{\mu }V^{\nu }=-c^{2}t^{2}+x^{2}+y^{2}+z^{2}}
allora gli eventi appartenenti all'altrove assoluto di un evento situato nell'origine sono tutti i quadrivettori con norma positiva.
Generalizzando, un evento A appartiene all'altrove assoluto di B solo se:
{\displaystyle \left|\mathbf {A} -\mathbf {B} \right|^{2}=\left(A^{\mu }-B^{\mu }\right)\left(A_{\mu }-B_{\mu }\right)>0}
Dati due eventi identificati dai quadrivettori A e B in un certo sistema di riferimento (inerziale) S, tali che la  norma quadra del quadrivettore A-B sia positiva, è sempre possibile trovare un sistema di riferimento S' tale che un osservatore veda i due eventi come contemporanei, sfruttando le trasformazioni di Lorentz.

## Esempio monodimensionale
Supponiamo che nel sistema di riferimento S i due eventi siano identificati da:
{\displaystyle \mathbf {A} =(2,3,0,0)}
{\displaystyle \mathbf {B} =(4,-3,0,0)}
La norma quadra del quadrivettore differenza {\displaystyle \mathbf {C} =\mathbf {B} -\mathbf {A} } è pari a
{\displaystyle \left|\mathbf {C} \right|^{2}=-(C^{0})^{2}+(C^{1})^{2}+(C^{2})^{2}+(C^{3})^{2}=-(4-2)^{2}+(-3-3)^{2}=-4+36=32>0}
Definiamo un sistema di riferimento inerziale S' con gli assi paralleli ad S e la cui velocità relativa sia diretta lungo l'asse x. Abbiamo, per la linearità delle trasformazioni di Lorentz:
{\displaystyle {\begin{cases}\Delta x'=\gamma (\Delta x-{\frac {v}{c}}\Delta (ct))\\\Delta (ct)'=\gamma (\Delta (ct)-{\frac {v}{c}}\Delta x)\end{cases}}}
Imponiamo che Δ(ct)' sia uguale a zero: abbiamo immediatamente dalla seconda equazione il valore di v:
{\displaystyle c\Delta (ct)=v\Delta x}
{\displaystyle v=c{\frac {c\Delta t}{\Delta x}}=c{\frac {4-2}{-3-3}}=-{\frac {c}{3}}}
Notiamo che v è minore della velocità della luce proprio perché {\displaystyle |\Delta (ct)|<|\Delta (x)|}. Se il vettore differenza fosse stato all'interno del cono di luce la velocità trovata sarebbe maggiore della velocità della luce. Procediamo al calcolo dei quadrivettori nel nuovo sistema di coordinate.
{\displaystyle \gamma ={\frac {1}{\sqrt {1-{\frac {v^{2}}{c^{2}}}}}}={\frac {3{\sqrt {2}}}{4}}}
Quindi la coordinata temporale degli eventi vale:
{\displaystyle A^{0}=B^{0}=\gamma (ct_{1}-{\frac {v}{c}}x_{1})={\frac {3{\sqrt {2}}}{4}}\cdot (2+1)={\frac {9{\sqrt {2}}}{4}}}
Dall'altra equazione possiamo ora ricavarci le posizioni dei due eventi:
{\displaystyle x_{1}'={\frac {3{\sqrt {2}}}{4}}\cdot (3-{\frac {2}{3}})={\frac {7{\sqrt {2}}}{4}}}
{\displaystyle x_{2}'={\frac {3{\sqrt {2}}}{4}}\cdot (-3-{\frac {4}{3}})=-{\frac {13{\sqrt {2}}}{4}}}
Le trasformazioni sugli altri assi sono banali. Le coordinate degli eventi nel nuovo sistema di riferimento S' sono quindi:
{\displaystyle {\begin{cases}A^{\mu }=({\frac {9{\sqrt {2}}}{4}},{\frac {7{\sqrt {2}}}{4}},0,0)\\B^{\mu }=({\frac {9{\sqrt {2}}}{4}},-{\frac {13{\sqrt {2}}}{4}},0,0)\end{cases}}}
Questo era un esempio in una dimensione; notiamo però il metodo usato non è restrittivo, in quanto con una opportuna rotazione degli assi coordinati è sempre possibile esprimere il quadrivettore C = A-B attraverso la coordinata temporale e una sola coordinata spaziale, allineando il vettore C con uno dei versori degli assi (per esempio l'asse x).